# Рейзін-Сіті (Каліфорнія)
Рейзін-Сіті (англ. Raisin City) — переписна місцевість (CDP) в США, в окрузі Фресно штату Каліфорнія. Населення — 303 особи (2020).

## Географія
Рейзін-Сіті розташований за координатами 36°36′12″ пн. ш. 119°54′33″ зх. д. / 36.60333° пн. ш. 119.90917° зх. д. (36.603262, -119.909158).  За даними Бюро перепису населення США в 2010 році переписна місцевість мала площу 1,97 км², уся площа — суходіл.

## Демографія
Згідно з переписом 2010 року, у переписній місцевості мешкало 380 осіб у 81 домогосподарстві у складі 70 родин. Густота населення становила 193 особи/км².  Було 91 помешкання (46/км²).
Расовий склад населення:
| - 32,4 % — білих - 8,2 % — корінних американців - 1,6 % — азіатів - 1,3 % — чорних або афроамериканців - 53,4 % — осіб інших рас |

До двох чи більше рас належало 3,2 %. Частка іспаномовних становила 81,1 % від усіх жителів.
За віковим діапазоном населення розподілялося таким чином: 36,3 % — особи молодші 18 років, 57,1 % — особи у віці 18—64 років, 6,6 % — особи у віці 65 років та старші. Медіана віку мешканця становила 24,8 року. На 100 осіб жіночої статі у переписній місцевості припадало 128,9 чоловіків;  на 100 жінок у віці від 18 років та старших — 124,1 чоловіків також старших 18 років.
За межею бідності перебувало 58,2 % осіб, у тому числі 64,5 % дітей у віці до 18 років та 74,2 % осіб у віці 65 років та старших.
Цивільне працевлаштоване населення становило 76 осіб. Основні галузі зайнятості: сільське господарство, лісництво, риболовля — 27,6 %, виробництво — 18,4 %, мистецтво, розваги та відпочинок — 15,8 %, оптова торгівля — 14,5 %.